# Шапиро, Гедали
Гедали Шапиро или Гедалия Шапира, ранее Гжегож Шапиро (пол. Grzegorz Szapiro, англ. Gedali Shapiro, Gedalia Shapira, ивр. גדליהו שפירא‎, 28 октября 1929, Седльце — 28 декабря 1972, Ришон-ле-Цион) — польский и израильский шахматист.
Участник чемпионата Польши 1955 г. (разделил 7—8 места с В. Лучиновичем).
В составе сборной Польши участник шахматной олимпиады 1956 г., командного чемпионата мира среди студентов 1956 г., командного турнира в Варшаве 1956 г. (помимо двух польских команд, участвовали сборные Венгрии и Чехословакии).
С конца 1950-х гг. гражданин Израиля.
Участник чемпионата Израиля 1959 г. (8 место).
В составе сборной Израиля участник шахматной олимпиады 1962 г.
Участник международного турнира в Нетании (1961 г.).

## Основные спортивные результаты
| Год  | Город     | Соревнование                                                         | + | − | = | Результат | Место |
| ---- | --------- | -------------------------------------------------------------------- | - | - | - | --------- | ----- |
| 1955 | Вроцлав   | Чемпионат Польши                                                     | 6 | 4 | 8 | 10 из 18  | 7—8   |
| 1956 | Варшава   | Командный турнир (сборная Польши В, ?-я доска)                       |   |   |   |           |       |
|      | Уппсала   | Командный чемпионат мира среди студентов (сборная Польши, 2-я доска) |   |   |   | 3½ из 6   |       |
|      | Москва    | XII Олимпиада (сборная Польши, запасной)                             | 1 | 4 | 2 | 2 из 7    |       |
| 1959 | Тель-Авив | Чемпионат Израиля                                                    | 4 | 4 | 7 | 7½ из 15  | 8     |
| 1961 | Нетания   | Международный турнир                                                 | 6 | 3 | 4 | 8 из 13   | 4—5   |
| 1962 | Варна     | XV Олимпиада (сборная Израиля, 2-й запасной)                         | 4 | 2 | 5 | 6½ из 11  |       |